# José Maria Eymael
José Maria Eymael (Porto Alegre, 2 de noviembre de 1939) es un político democristiano brasileño.
Militó en el Partido Demócrata Cristiano (Partido Democrata Cristão). El partido desapareció pero Eymael lo refundó en 1985. Fue elegido diputado federal en 1986, siendo reelegido en 1990. Tras una fusión de su partido, Eymael lo abandona y crea el Partido Socialdemócrata Cristiano (Partido Social Democrata Cristão). Con este partido fue candidato presidencial en 1998 y en 2006, obteniendo menos del 1% de los votos en ambas convocatorias. En las últimas elecciones su principal propuesta fue la creación de un Ministerio de Seguridad Pública.